# Эссе о типографике
Эссе о типографике — вышедшая в 1931 году книга Эрика Гилла об истории типографского искусства, производстве и таком его состоянии в 1930-х годах, какое Гилл застал за её написанием. Считается классикой с момента первого издания: влиятельный графический дизайнер Пол Рэнд назвал её «вневременной и захватывающей».
Первое издание книги было сверстано Гиллом самостоятельно собственным шрифтом Joanna, используя типографские особенности, подобные встречающимся в рукописях.